# Aetideopsis tumorosa
Aetideopsis tumorosa är en kräftdjursart som beskrevs av Edward Bradford 1969. Aetideopsis tumorosa ingår i släktet Aetideopsis och familjen Aetideidae. Inga underarter finns listade i Catalogue of Life.